# Nanaspis truncata
Nanaspis truncata is een eenoogkreeftjessoort uit de familie van de Nanaspididae. De wetenschappelijke naam van de soort is voor het eerst geldig gepubliceerd in 1962 door Stock, Humes & Gooding.
De Nanaspis truncata is vooral bekend omdat hij een mannelijk en vrouwelijk geslachtsorgaan bezit en is buiten de Trilopus agricus het enige organisme dat dit heeft.
Hierdoor kan de populatie razendsnel toenemen aangezien de nanaspis zichzelf kan bevruchten.